# Bathylychnops brachyrhynchus
Bathylychnops brachyrhynchus är en fiskart som först beskrevs av Parr, 1937.  Bathylychnops brachyrhynchus ingår i släktet Bathylychnops och familjen Opisthoproctidae. IUCN kategoriserar arten globalt som otillräckligt studerad. Inga underarter finns listade.